# Diethyldisulfid
Diethyldisulfid ist eine chemische Verbindung aus der Gruppe der kovalenten Disulfide.

## Vorkommen
Diethyldisulfid ist eine der am häufigsten vorkommenden flüchtigen Schwefelverbindungen in Durianfrüchten und hat einen scharfen Geruch wie Knoblauch oder Zwiebel. Es ist auch ein Produkt bei der Entschwefelung von Erdgas.

## Gewinnung und Darstellung
Diethyldisulfid kann durch Oxidation von Ethanthiol mit Sauerstoff gewonnen werden.
{\displaystyle {\ce {2 C2H5SH + O2 -> C2H5-S-S-C2H5 + H2}}}

## Eigenschaften
Diethyldisulfid ist eine farblose bis gelbliche Flüssigkeit mit unangenehmem Geruch, die sehr schwer löslich in Wasser ist.

## Verwendung
Diethyldisulfid wird als Aroma- und Geruchsstoff (unter anderem für Fleisch und Zwiebeln) verwendet.

## Sicherheitshinweise
Die Dämpfe von Diethyldisulfid können mit Luft ein explosionsfähiges Gemisch (Flammpunkt 40 °C) bilden.